# Hennessey

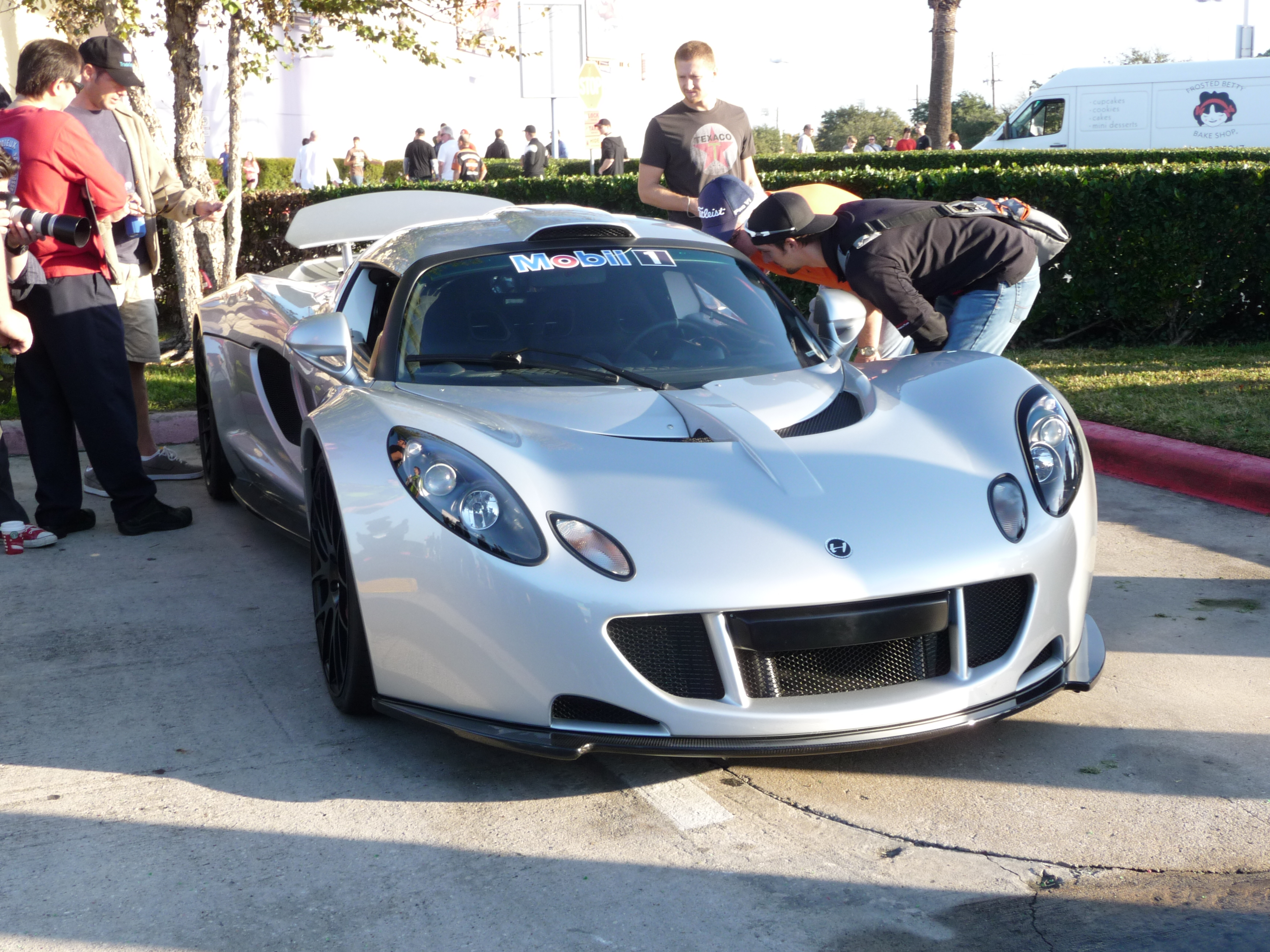
Hennessey Venom GT

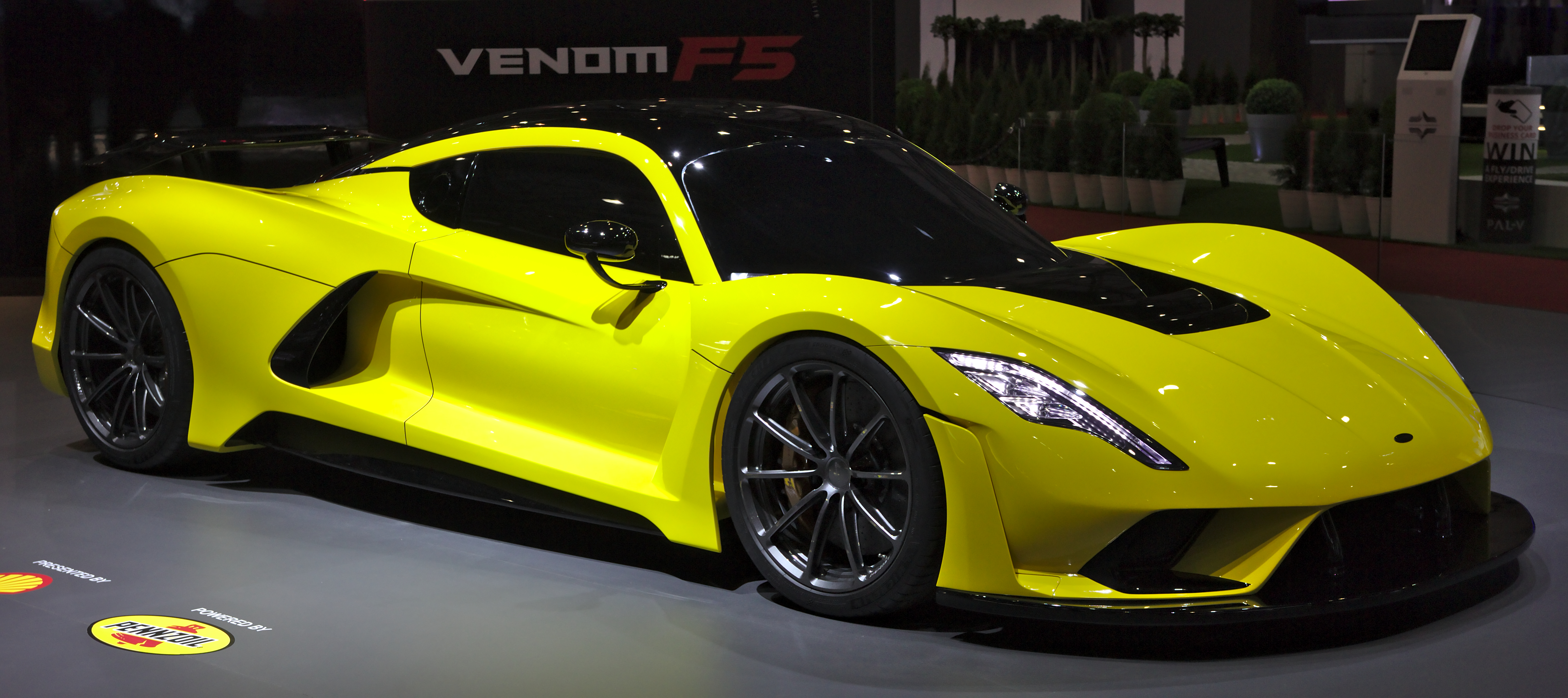
Hennessey Venom F5

Hennessey – amerykański tuner i producent hipersamochodów z siedzibą w Sealy działający od 1991 roku.

## Historia
Przedsiębiorstwo Hennessey zostało założone w 1991 roku w mieście Sealy na przedmieściach Houston w amerykańskim stanie Teksas. Nazwa wzięła się od nazwiska założyciela, Johna Hennesseya, a firma w kolejnych latach działalności skoncentrowała się na profesjonalnym tuningu i modyfikowaniu samochodów licznych marek zarówno rodzimych, amerykańskich, jak i zagranicznych.
W 2010 marcu roku Hennessey przedstawiło pierwszy pojazd samochodu skonstruowany pod własną marką. Model Venom GT zbudowany został w ramach współpracy z Lotusem, przyjmując postać hipersamochodu o ekstremalnych osiągach. W 2014 roku pojazd osiągnął rekordową prędkość maksymalną 435 km/h. Między 2011 a 2017 rokiem wyprodukowano 29 sztuk modelu.
W listopadzie 2017 roku Hennessey przedstawiło swój drugi, tym razem skonstruowany samodzielnie i od podstaw, pojazd. Model Venom F5 zastąpił dotychczasowego Venoma GT. Produkcja modelu rozpoczęła się 3 lata później z ograniczeniem do 24 sztuk.

## Modele samochodów

### Obecnie produkowane
- Venom F5

### Historyczne
- Venom GT (2011–2017)